# Cantuaria johnsi
Cantuaria johnsi là một loài nhện trong họ Idiopidae.
Loài này thuộc chi Cantuaria. Cantuaria johnsi được Raymond Robert Forster miêu tả năm 1968.